# Hydrovatus insolitus
Hydrovatus insolitus är en skalbaggsart som beskrevs av Guignot 1948. Hydrovatus insolitus ingår i släktet Hydrovatus och familjen dykare. Inga underarter finns listade i Catalogue of Life.